# Glossolepis
Glossolepis is een geslacht van straalvinnige vissen uit de familie van de regenboogvissen (Melanotaeniidae).

## Soorten
- Glossolepis dorityi Allen, 2001
- Glossolepis incisus Weber, 1907
- Glossolepis kabia Herre, 1935
- Glossolepis leggetti Allen & Renyaan, 1998
- Glossolepis maculosus Allen, 1981
- Glossolepis multisquamata Weber & De Beaufort, 1922
- Glossolepis pseudoincisus Allen & Cross, 1980
- Glossolepis ramuensis Allen, 1985
- Glossolepis wanamensis Allen & Kailola, 1979